# NGC 6305
NGC 6305 је елиптична галаксија у сазвежђу Олтар која се налази на NGC листи објеката дубоког неба.
Деклинација објекта је - 59° 10' 16" а ректасцензија 17h 18m 0,9s. Привидна величина (магнитуда) објекта NGC 6305 износи 12,2 а фотографска магнитуда 13,2. Налази се на удаљености од 30,057 милиона парсека од Сунца. NGC 6305 је још познат и под ознакама ESO 138-19, PGC 60029.